# Selecció per escalada (algorisme genètic)
Selecció per escalada: en incrementar-se l'aptitud mitjana de la població, la força de la pressió selectiva també augmenta i la funció d'aptitud es fa més discriminatòria. Aquest mètode pot ser útil per a seleccionar més tard, quan tots els individus tinguin una aptitud relativament alta i només els distingeixin petites diferències en l'aptitud.
Els mecanismes d'escalada es fan servir per a guardar nivells apropiats de competició al llarg de la simulació. Sense ells, aviat sorgeix la tendència en alguns super-individus a dominar el procés de selecció; en aquest cas, els valors de la funció objectiu s'han de reduir. Posteriorment, quan la població ha assolit nivells alts de convergència, la competència entre els membres és molt menor. Llavors, els valors de la funció objectiu cal que s'incrementin per a accentuar les diferències entre els membres de la població.
Els mètodes d'escalada procedeixen dels estudis empírics de Bagley i Rosenberg, encara que més recentment, Forres (1985) va presentar una actualització d'aquests mecanismes:
- Escalada lineal.
- σ – truncament.
- Escalada potencial.

L'escalada lineal treballava bé menys quan s'obtenien valors de la funció objectiu inferiors a zero. Aquest problema acostuma a sorgir quan quasi tots els membres de la població són molt aptes, però uns quants, molt letals, tenen valors excessivament baixos.
Forrest va suggerir el mecanisme σ – truncament, que fa servir la desviació estàndard de la població, σ, per a calcular una certa constant a partir del valor de la funció: 

{\displaystyle f:f'=f-(f-c\times \sigma )}
En aquesta equació, la constant ‘c’ s'elegeix com un múltiple de la desviació estàndard de la població i els valors negatius (f ‘ < 0) són portats a zero. Gillies va suggerir una escalada potencia on el nou valor es pren com una potència específica, tal com segueix:
{\displaystyle f:f'=f^{k}}